# Diada de Sant Fèlix 2014

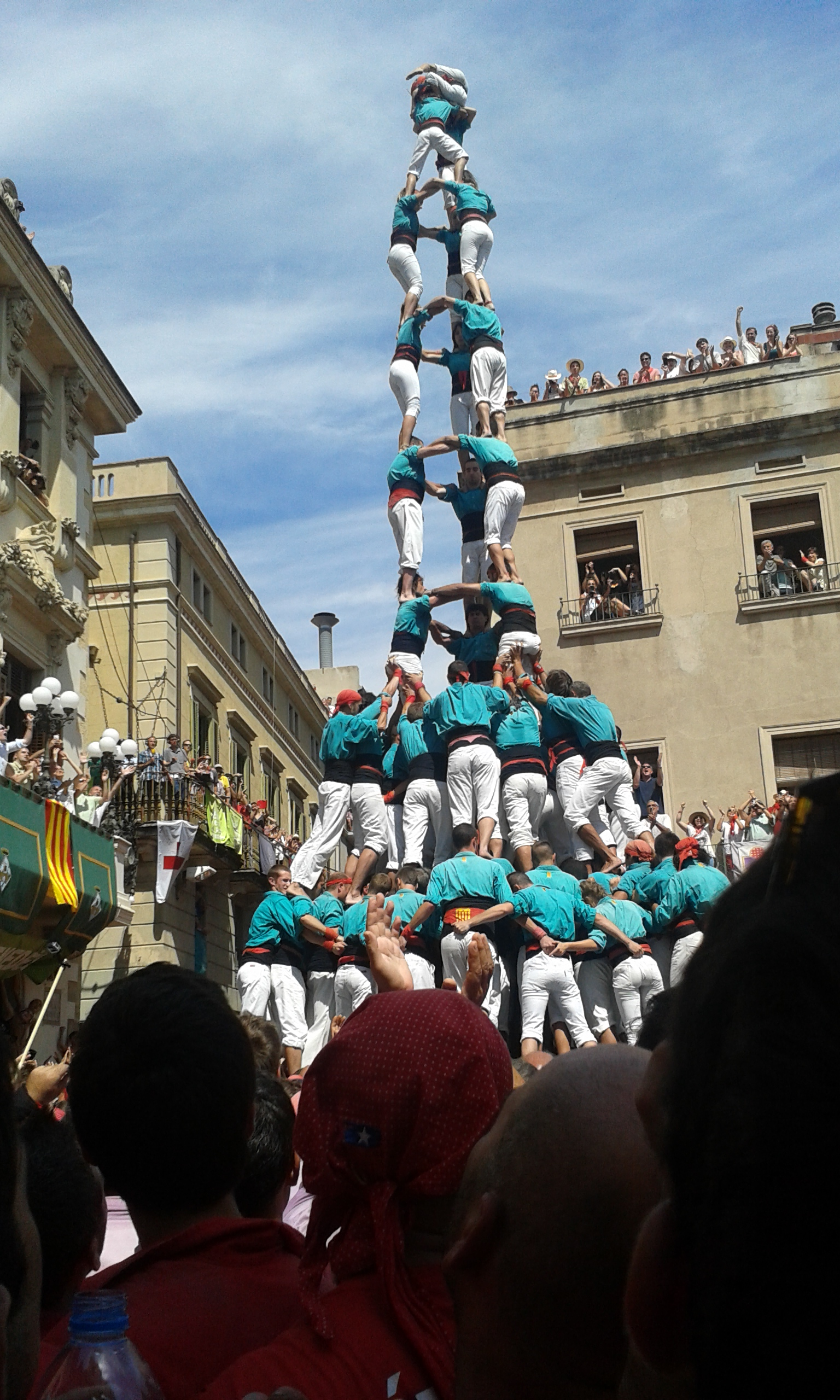
Tres de deu amb folre i manilles carregat dels Castellers de Vilafranca.

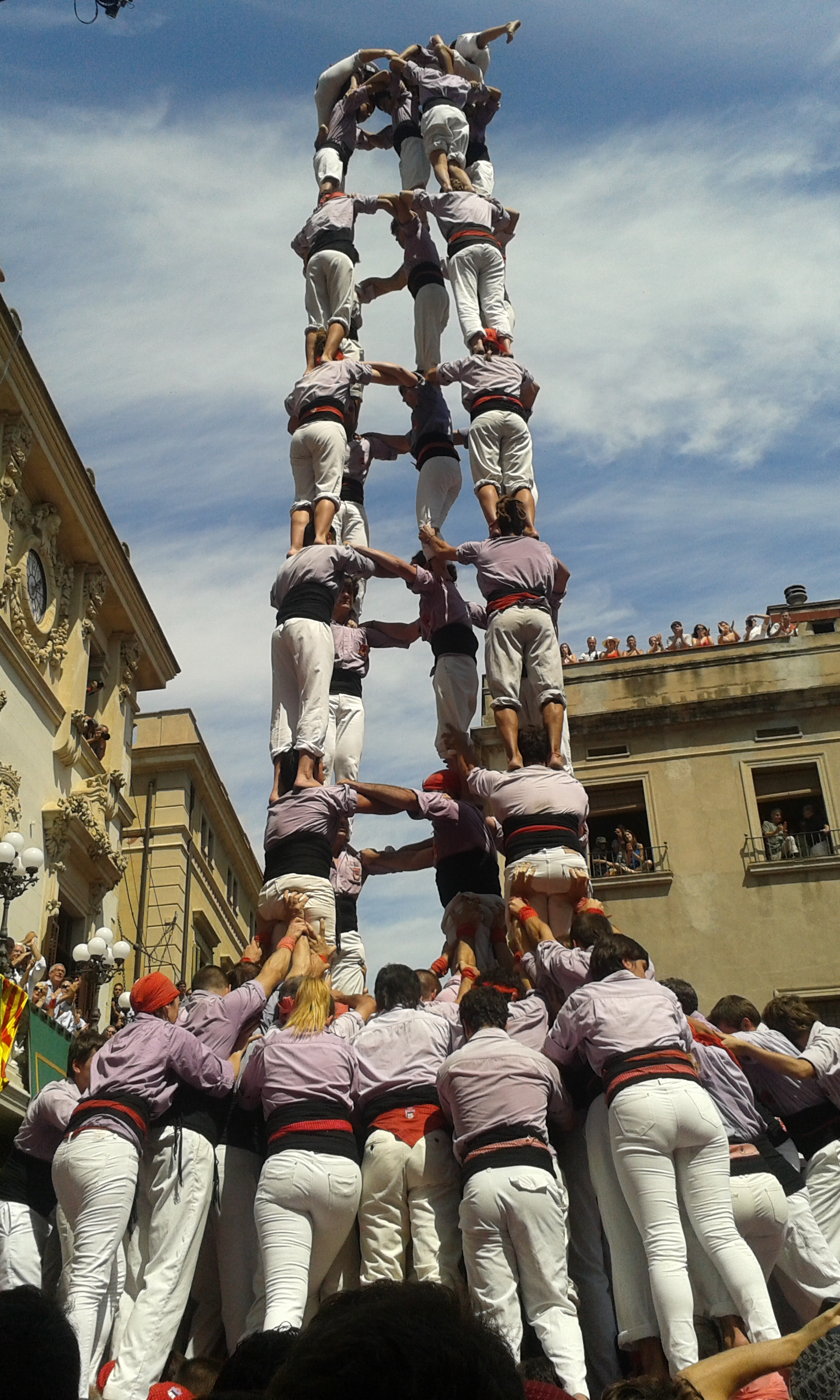
Cinc de nou amb folre de la Colla Jove Xiquets de Tarragona.

La diada castellera de Sant Fèlix del 2014 tingué lloc el dissabte 30 d'agost del 2014 a la plaça de la Vila de Vilafranca del Penedès. Les quatre colles participants van ser els Castellers de Vilafranca, la Colla Joves Xiquets de Valls, la Colla Jove Xiquets de Tarragona i la Colla Vella dels Xiquets de Valls.
Durant l'actuació es van assolir fins a 11 castells de gamma extra, destacant el 3 de 10 amb folre i manilles carregat dels Verds de la segona ronda i el 4 de 9 sense folre carregat de la Joves de Valls en tercera ronda. Alhora, per primera vegada en la història quatre colles aconseguien el pilar de 8 amb folre i manilles en una mateixa diada castellera, tres carregats i un descarregat.

## Elecció de les colles
L'11 d'abril de 2014 els administradors de la Festa Major van decidir les colles que prendrien part en l'edició del 2014. La novetat més destacable respecte l'edició anterior fou que es convidava als Colla Jove Xiquets de Tarragona en substitució dels Minyons de Terrassa, els quals no s'havien perdut cap cita per la Festa Major de Vilafranca des de 1983. Aquesta seria la tercera participació de la Colla Jove Xiquets de Tarragona a Sant Fèlix, després de la seva participació el 1996 i 2012, però sempre en substitució de la Colla Joves Xiquets de Valls, per la qual cosa el cartell de la diada era inèdit.

## Sorteig d'ordre d'actuació
El 26 d'agost del 2014 va celebrar-se, per segon any consecutiu, el sorteig per decidir l'ordre d'actuació de les quatre colles a la diada de Sant Fèlix. L'acte va tenir lloc a l'auditori del Vinseum de Vilafranca del Penedès i va comptar amb la participació dels administradors de la Festa Major de Vilafranca del Penedès i els caps de colla de les formacions que hi participarien: Pere Almirall, dels Castellers de Vilafranca; Manel Urbano, de la Colla Vella dels Xiquets de Valls, Carles Ribas, de la Colla Jove Xiquets de Tarragona i Joan Barquet, segon cap de colla de la Colla Joves Xiquets de Valls. La mà innocent que decidia l'ordre d'elecció de l'actuació fou el veterà casteller Cisco Mallofrè, que amb 70 anys encara parà a baix un pilar de vuit amb la seva colla, els Castellers de Vilafranca.
Els Castellers de Vilafranca foren els primers a sortir, però van decidir actuar en segona posició. Tot seguit sortí la Jove de Tarragona, que decidí obrir la diada. La Vella de Valls va sortir en tercera posició i decidí actuar tercera, mentre la Joves de Valls s'hagué d'acontentar a tancar la diada.

## Resultats
| Resultat              |
| --------------------- |
| Descarregat (D)       |
| Carregat (C)          |
| Intent (I)            |
| Intent desmuntat (ID) |

Llegenda
f: amb folre, fm: amb folre i manilles, fa: amb folre i l'agulla o el pilar al mig, sf: sense folre
| Ordre | Colla                             | 1a ronda | 2a ronda   | 3a ronda  | Repetició 1 | Repetició 2 | Ronda de pilars |
| ----- | --------------------------------- | -------- | ---------- | --------- | ----------- | ----------- | --------------- |
| 1rs   | Colla Jove Xiquets de Tarragona   | 3de9f    | 5de9f      | 9de8      | —           | —           | Pde8fm(c)       |
| 2ns   | Castellers de Vilafranca          | 4de9fa   | 3de10fm(c) | 4de9f     | —           | —           | Pde8fm          |
| 3rs   | Colla Vella dels Xiquets de Valls | 2de9fm   | 5de9f(i)   | 3de9f     | 4de9f(id)   | 4de9f       | Pde8fm(c)       |
| 4ts   | Colla Joves Xiquets de Valls      | 3de9f    | 5de9f      | 4de9sf(c) | —           | —           | P8fm(c)         |

## Estadística
Es van fer 18 intents de castells entre les 4 colles i es van provar 9 construccions diferents que, en ordre de dificultat creixent, anaven des del 4 de 9 amb folre al 3 de 10 amb folre i manilles. De les 18 temptatives que es van fer, es van descarregar 11 castells i se'n van carregar 5 més. D'aquests 16 castells assolits, 11 van ser de gamma extra.

### Per castell
La següent taula mostra l'estadística dels castells que es van intentar a la diada. Els castells apareixen ordenats, de major a menor dificultat, segons la taula de puntuacions del concurs de castells del 2014.
| Núm.        | Castell                                  | Descarregat | Carregat | Intent | Intent desmuntat | Total |
| ----------- | ---------------------------------------- | ----------- | -------- | ------ | ---------------- | ----- |
| 1           | 3 de 10 amb folre i manilles (3de10fm)   | —           | 1        | —      | —                | 1     |
| 2           | 4 de 9 sense folre (4de9sf)              | —           | 1        | —      | —                | 1     |
| 3           | 4 de 9 amb folre i l'agulla (4de9fa)     | 1           | —        | —      | —                | 1     |
| 4           | 5 de 9 amb folre (5de9f)                 | 2           | —        | 1      | —                | 3     |
| 5           | Pilar de 8 amb folre i manilles (Pde8fm) | 1           | 3        | —      | —                | 4     |
| 6           | 2 de 9 amb folre i manilles (2de9fm)     | 1           | —        | —      | —                | 1     |
| 7           | 9 de 8 (9de8)                            | 1           | —        | —      | —                | 1     |
| 8           | 3 de 9 amb folre (3de9f)                 | 3           | —        | —      | —                | 3     |
| 9           | 4 de 9 amb folre (4de9f)                 | 2           | —        | —      | 1                | 3     |
| Total       | Total                                    | 11          | 5        | 1      | 1                | 18    |
| Percentatge | Percentatge                              | 61,1%       | 27,7%    | 5,6%   | 5,6%             | 100%  |

### Per colla
La següent taula mostra els castells intentats per cadascuna de les colles amb relació a la dificultat que tenen, ordenats de major a menor dificultat.
| Colla                             | 3de10fm | 4de9sf | 4de9fa | 5de9f | Pde8fm | 2de9fm | 9de8 | 3de9f | 4de9f |
| --------------------------------- | ------- | ------ | ------ | ----- | ------ | ------ | ---- | ----- | ----- |
| Castellers de Vilafranca          | c       |        | d      |       | d      |        |      |       | d     |
| Colla Joves Xiquets de Valls      |         | c      |        | d     | c      |        |      | d     |       |
| Colla Jove Xiquets de Tarragona   |         |        |        | d     | c      |        | d    | d     |       |
| Colla Vella dels Xiquets de Valls |         |        |        | i     | c      | d      |      | d     | id, d |